# Discografia di Ricky Martin
La discografia di Ricky Martin, cantante pop portoricano, è costituita da dieci album in studio, una colonna sonora, otto raccolte, due EP, oltre ottanta singoli.

## Album

### Album in studio
| Anno | Titolo | Posizione massima | Posizione massima | Posizione massima | Posizione massima | Posizione massima | Posizione massima | Certificazioni                                                                                             |
| Anno | Titolo | US                | GER               | ITA               | SPA               | SWI               | UK                | Certificazioni                                                                                             |
| ---- | --- | ----------------- | ----------------- | ----------------- | ----------------- | ----------------- | ----------------- | --- |
| 1991 | Ricky Martin - Pubblicato: 26 novembre 1991 - Etichetta: Sony Music - Formato: CD, cassetta                     | —                 | —                 | —                 | —                 | —                 | —                 | |
| 1993 | Me Amarás - Pubblicato: 16 aprile 1993 - Etichetta: Sony Music - Formato: CD, LP, cassetta                      | —                 | —                 | —                 | —                 | —                 | —                 | |
| 1995 | A Medio Vivir - Pubblicato: 12 settembre 1995 - Etichetta: Sony Music - Formato: CD, cassetta                   | —                 | 20                | 25                | 7                 | 12                | —                 | - FIN: Oro - SWI: Oro - ESP: Platino (4) - USA: Oro                                                        |
| 1998 | Vuelve - Pubblicato: 10 febbraio 1998 - Etichetta: Sony Music - Formato: CD, cassetta                           | 40                | 15                | 4                 | 1                 | 4                 | —                 | - AU: Platino (2) - FIN: Oro - SWI: Platino - ESP: Platino (6) - USA: Platino                              |
| 1999 | Ricky Martin - Pubblicato: 1 maggio 1999 - Etichetta: Columbia Records - Formato: CD, cassetta                  | 1                 | 2                 | 5                 | 1                 | 2                 | 2                 | - AU: Platino (3) - UK: Platino - GER: Oro - FIN: Oro - SWI: Platino - ESP: Platino (3) - USA: Platino (7) |
| 2000 | Sound Loaded - Pubblicato: 14 novembre 2000 - Etichetta: Columbia Records - Formato: CD, cassetta               | 4                 | 17                | 10                | 3                 | 4                 | 14                | - AU: Platino (2) - UK: Platino - GER: Oro - FIN: Oro - ESP: Platino (2) - USA: Platino (2)                |
| 2003 | Almas del Silencio - Pubblicato: 20 maggio 2003 - Etichetta: Sony Music - Formato: CD, cassetta                 | 12                | 17                | 3                 | 2                 | 2                 | —                 | - SWI: Oro - ESP: Platino - USA: Platino (4)                                                               |
| 2005 | Life - Pubblicato: 10 ottobre 2005 - Etichetta: Columbia Records - Formato: CD, download digitale               | 6                 | 57                | 14                | 8                 | 17                | 40                | |
| 2011 | Música + Alma + Sexo - Pubblicato: 31 gennaio 2011 - Etichetta: Sony Music - Formato: CD, download digitale     | 3                 | —                 | 52                | 3                 | 49                | —                 | - USA: Platino                                                                                             |
| 2015 | A Quien Quiera Escuchar - Pubblicato: 10 febbraio 2015 - Etichetta: Sony Music - Formato: CD, download digitale | 20                | —                 | 65                | 3                 | 49                | —                 | - USA: Platino                                                                                             |

### Album dal vivo
| Anno | Titolo | Posizione massima | Posizione massima | Posizione massima | Posizione massima | Posizione massima | Posizione massima | Certificazioni                |
| Anno | Titolo | US                | GER               | ITA               | SPA               | SWI               | UK                | Certificazioni                |
| ---- | --- | ----------------- | ----------------- | ----------------- | ----------------- | ----------------- | ----------------- | ----------------------------- |
| 2006 | MTV Unplugged - Pubblicato: 7 novembre 2006 - Etichetta: Sony Music - Formato: CD, DVD, download digitale                      | 38                | —                 | 74                | 6                 | —                 | —                 | - ESP: Oro - USA: Platino (2) |
| 2007 | Live - Black & White Tour - Pubblicato: 5 novembre 2007 - Etichetta: Sony Music - Formato: CD, DVD, Blu-ray, download digitale | —                 | —                 | 84                | 2                 | —                 | —                 | - ESP: Oro                    |

### Raccolte
| Anno | Titolo | Posizione massima | Posizione massima | Posizione massima | Posizione massima | Posizione massima | Posizione massima | Certificazioni                     |
| Anno | Titolo | US                | GER               | ITA               | SPA               | SWI               | UK                | Certificazioni                     |
| ---- | --- | ----------------- | ----------------- | ----------------- | ----------------- | ----------------- | ----------------- | ---------------------------------- |
| 2001 | La Historia - Pubblicato: 27 febbraio 2001 - Etichetta: Sony Music - Formato: CD, DVD, cassetta                                                     | 83                | —                 | 16                | 13                | 23                | —                 | - USA: Platino (4)                 |
| 2001 | The Best of Ricky Martin - Pubblicato: 19 novembre 2001 - Etichetta: Columbia Records - Formato: CD, cassetta                                       | —                 | 29                | 12                | —                 | 26                | 42                | - AU: Platino - UK: Oro - FIN: Oro |
| 2008 | 17 - Pubblicato: 18 novembre 2008 - Etichetta: Sony Music - Formato: CD, DVD, cassetta, download digitale                                           | —                 | —                 | —                 | 16                | —                 | —                 |                                    |
| 2011 | Greatest Hits - Pubblicato: 11 luglio 2011 - Etichetta: Sony Music - Formato: CD, download digitale                                                 | —                 | —                 | —                 | —                 | —                 | 24                |                                    |
| 2012 | Playlist: The Very Best of Ricky Martin - Pubblicato: 9 ottobre 2012 - Etichetta: Columbia Records, Legacy Records - Formato: CD, download digitale | —                 | —                 | —                 | —                 | —                 | —                 |                                    |
| 2013 | Greatest Hits: Souvenir Edition - Pubblicato: 12 aprile 2013 - Etichetta: Sony Music - Formato: CD, download digitale                               | —                 | —                 | —                 | —                 | —                 | —                 | - AU: Oro                          |
| 2015 | Personalidad - Pubblicato: 16 giugno 2015 - Etichetta: Sony Music - Formato: CD, download digitale                                                  | —                 | —                 | —                 | —                 | —                 | —                 |                                    |
| 2018 | Esencial - Pubblicato: 6 luglio 2018 - Etichetta: Sony Music - Formato: CD, download digitale                                                       | —                 | —                 | —                 | 62                | —                 | —                 |                                    |

### Colonne sonore
| Anno | Titolo | Posizione massima |
| Anno | Titolo | US                |
| ---- | --- | ----------------- |
| 2012 | Evita: New Broadway Cast Recording - Pubblicato: 22 giugno 2012 - Etichetta: Sony Music - Formato: CD, download digitale | 156               |

## Extended play
| Anno | Titolo                                                                                             | Posizione massima | Posizione massima | Posizione massima | Posizione massima | Posizione massima | Posizione massima | Certificazioni |
| Anno | Titolo                                                                                             | US                | GER               | ITA               | SPA               | SWI               | UK                | Certificazioni |
| ---- | -------------------------------------------------------------------------------------------------- | ----------------- | ----------------- | ----------------- | ----------------- | ----------------- | ----------------- | -------------- |
| 2020 | Pausa - Pubblicato: 28 maggio 2020 - Etichetta: Sony Music - Formato: download digitale, streaming | —                 | —                 | —                 | 79                | —                 | —                 |                |
| 2022 | Play - Pubblicato: 13 luglio 2022 - Etichetta: Sony Music - Formato: download digitale, streaming  | —                 | —                 | —                 | —                 | —                 | —                 |                |

## Singoli

### Come artista principale
| Anno | Titolo                                                 | Posizione massima | Posizione massima | Posizione massima | Posizione massima | Posizione massima | Posizione massima | Certificazioni                                                                          | Album                    |
| Anno | Titolo                                                 | US                | FRA               | GER               | SPA               | SWI               | UK                | Certificazioni                                                                          | Album                    |
| ---- | ------------------------------------------------------ | ----------------- | ----------------- | ----------------- | ----------------- | ----------------- | ----------------- | --------------------------------------------------------------------------------------- | ------------------------ |
| 1991 | Fuego Contra Fuego                                     | —                 | —                 | —                 | —                 | —                 | —                 |                                                                                         | Ricky Martin             |
| 1992 | El Amor de Mi Vida                                     | —                 | —                 | —                 | —                 | —                 | —                 |                                                                                         | Ricky Martin             |
| 1992 | Vuelo                                                  | —                 | —                 | —                 | —                 | —                 | —                 |                                                                                         | Ricky Martin             |
| 1992 | Dime Que Me Quieres                                    | —                 | —                 | —                 | —                 | —                 | —                 |                                                                                         | Ricky Martin             |
| 1992 | Susana                                                 | —                 | —                 | —                 | —                 | —                 | —                 |                                                                                         | Ricky Martin             |
| 1993 | Todo Es Vida (feat. Jessica Cristina)                  | —                 | —                 | —                 | —                 | —                 | —                 |                                                                                         | Aprendiendo a Querer     |
| 1993 | Me Amaras                                              | —                 | —                 | —                 | —                 | —                 | —                 |                                                                                         | Me Amaras                |
| 1993 | Que Dia Es Hoy                                         | —                 | —                 | —                 | —                 | —                 | —                 |                                                                                         | Me Amaras                |
| 1994 | Entre el amor y los halagos                            | —                 | —                 | —                 | —                 | —                 | —                 |                                                                                         | Me Amaras                |
| 1994 | No Me Pidas Mas                                        | —                 | —                 | —                 | —                 | —                 | —                 |                                                                                         | Me Amaras                |
| 1995 | Te Extraño, The Olvido, Te Amo                         | —                 | 4                 | —                 | 2                 | 19                | —                 | - FRA: Oro                                                                              | A Medio Vivir            |
| 1995 | María                                                  | 88                | 1                 | 3                 | 11                | 3                 | 6                 | - AU: Platino - GER: Oro - SWE: Oro - SWI: Oro - FRA: Diamante                          | A Medio Vivir            |
| 1996 | A Medio Vivir                                          | —                 | —                 | —                 | 34                | —                 | —                 |                                                                                         | A Medio Vivir            |
| 1996 | Fuego de Noche, Nieve de Día                           | —                 | —                 | —                 | —                 | —                 | —                 |                                                                                         | A Medio Vivir            |
| 1996 | Como Decirte Adiós                                     | —                 | —                 | —                 | —                 | —                 | —                 |                                                                                         | A Medio Vivir            |
| 1996 | Bombón de Azúcar                                       | —                 | —                 | —                 | 16                | —                 | —                 |                                                                                         | A Medio Vivir            |
| 1996 | Diana (con Paul Anka)                                  | —                 | —                 | —                 | —                 | —                 | —                 |                                                                                         | Amigos                   |
| 1997 | Volverás                                               | —                 | 48                | —                 | 20                | —                 | —                 |                                                                                         | A Medio Vivir            |
| 1997 | Nada Es Imposible                                      | —                 | —                 | —                 | —                 | —                 | —                 |                                                                                         | A Medio Vivir            |
| 1997 | No Importa la Distancia                                | —                 | —                 | —                 | —                 | —                 | —                 |                                                                                         | Hercules: Soundtrack     |
| 1997 | Corazón                                                | —                 | —                 | —                 | —                 | —                 | —                 |                                                                                         | /                        |
| 1998 | Vuelve                                                 | —                 | —                 | —                 | —                 | —                 | —                 |                                                                                         | Vuelve                   |
| 1998 | La copa de la vida                                     | 45                | 1                 | 1                 | 1                 | 1                 | 29                | - AU: Platino - GER: Oro - SWE: Platino - SWI: Oro - FRA: Platino                       | Vuelve                   |
| 1998 | La Bomba                                               | —                 | 45                | 90                | 5                 | —                 | —                 |                                                                                         | Vuelve                   |
| 1998 | Perdito Sin Ti                                         | —                 | —                 | —                 | 18                | —                 | —                 |                                                                                         | Vuelve                   |
| 1998 | Por arriba, por abajo                                  | —                 | —                 | —                 | 13                | —                 | —                 |                                                                                         | Vuelve                   |
| 1998 | Casi un Bolero                                         | —                 | —                 | —                 | —                 | —                 | —                 |                                                                                         | Vuelve                   |
| 1999 | Livin' la vida loca                                    | 1                 | 7                 | 6                 | 2                 | 3                 | 1                 | - AU: Platino (2) - UK: Platino - GER: Platino - ITA: Oro - USA: Platino - ESP: Argento | Ricky Martin             |
| 1999 | She's All I Ever Had                                   | 2                 | —                 | 18                | 13                | 34                | —                 | - AU: Oro - USA: Oro                                                                    | Ricky Martin             |
| 1999 | Shake Your Bon-Bon                                     | 22                | —                 | —                 | 11                | —                 | 12                | - AU: Oro                                                                               | Ricky Martin             |
| 2000 | Private Emotion (feat. Meja)                           | 67                | 11                | 21                | 25                | 9                 | 9                 |                                                                                         | Ricky Martin             |
| 2000 | She Bangs                                              | 12                | 36                | 34                | 2                 | 7                 | 3                 | - AU: Platino - UK: Argento - SWE: Oro                                                  | Sound Loaded             |
| 2001 | Nobody Wants to Be Lonely (feat. Christina Aguilera)   | 13                | 28                | 5                 | 2                 | 2                 | 4                 | - AU: Oro - UK: Argento - SWE: Oro - SWI: Oro                                           | Sound Loaded             |
| 2001 | Loaded/Dame Más                                        | 97                | —                 | 74                | 18                | 87                | 19                |                                                                                         | Sound Loaded             |
| 2001 | Amor                                                   | —                 | —                 | —                 | —                 | —                 | —                 |                                                                                         | The Best of Ricky Martin |
| 2002 | Come To Me                                             | —                 | —                 | —                 | —                 | —                 | —                 |                                                                                         | The Best of Ricky Martin |
| 2003 | Relight My Fire (feat. Loleatta Holloway)              | —                 | —                 | —                 | —                 | —                 | —                 |                                                                                         | /                        |
| 2003 | Tal Vez                                                | 74                | —                 | —                 | —                 | —                 | —                 |                                                                                         | Almas del Silencio       |
| 2003 | Jaleo                                                  | 122               | —                 | 45                | 1                 | 22                | —                 |                                                                                         | Almas del Silencio       |
| 2003 | Asignatura Pendiente                                   | —                 | —                 | —                 | —                 | —                 | —                 |                                                                                         | Almas del Silencio       |
| 2003 | Juramento                                              | —                 | —                 | 92                | 11                | —                 | 57                |                                                                                         | Almas del Silencio       |
| 2003 | Y todo queda en nada                                   | 109               | —                 | —                 | —                 | —                 | —                 |                                                                                         | Almas del Silencio       |
| 2005 | I Don't Care (feat. Fat Joe e Amerie)                  | 65                | 16                | 21                | —                 | 20                | 11                |                                                                                         | Life                     |
| 2005 | Drop It on Me (feat. Daddy Yankee)                     | 120               | —                 | —                 | —                 | —                 | —                 |                                                                                         | Life                     |
| 2006 | It's Alright/ Déjate Llevar                            | —                 | 4                 | —                 | —                 | 18                | —                 | - FRA: Argento                                                                          | Life                     |
| 2006 | Tu Recuerdo (feat. La Mari)                            | 89                | —                 | —                 | 2                 | –                 | –                 | - MEX: Platino (4) - ESP: Platino (5)                                                   | MTV Unplugged            |
| 2006 | Pégate                                                 | —                 | —                 | —                 | 13                | —                 | —                 | - MEX: Platino (4)                                                                      | MTV Unplugged            |
| 2007 | Gracias por Pensar en Mi                               | —                 | —                 | —                 | —                 | —                 | —                 | - MEX: Platino (4)                                                                      | MTV Unplugged            |
| 2007 | Con Tu Nombre                                          | —                 | —                 | —                 | —                 | —                 | —                 |                                                                                         | MTV Unplugged            |
| 2007 | Non siamo soli (con Eros Ramazzotti)                   | —                 | —                 | 32                | 2                 | 3                 | —                 | - ESP: Platino (4)                                                                      | e²                       |
| 2010 | The Best Thing About Me Is You (feat. Natalia Jiménez) | 74                | —                 | —                 | 25                | —                 | —                 | - MEX: Platino                                                                          | Música + Alma + Sexo     |
| 2011 | Más/Freak of Nature                                    | —                 | —                 | —                 | 43                | —                 | —                 | - MEX: Oro                                                                              | Música + Alma + Sexo     |
| 2011 | Frío (feat. Wisin & Yandel)                            | —                 | —                 | —                 | —                 | —                 | —                 |                                                                                         | Música + Alma + Sexo     |
| 2011 | Samba (feat. Claudia Leitte)                           | —                 | —                 | —                 | —                 | —                 | —                 |                                                                                         | Música + Alma + Sexo     |
| 2013 | Come With Me                                           | —                 | —                 | —                 | 9                 | —                 | —                 | - AU: Oro - MEX: Oro                                                                    | /                        |
| 2014 | Vida                                                   | —                 | —                 | —                 | 5                 | —                 | —                 | - MEX: Oro                                                                              | One Love, One Rhythm     |
| 2014 | Adiós                                                  | —                 | —                 | —                 | 12                | —                 | —                 | - MEX: Platino - ESP: Oro                                                               | A Quien Quiera Escuchar  |
| 2015 | Disparo al Corazón                                     | —                 | —                 | —                 | 31                | —                 | —                 | - MEX: Platino                                                                          | A Quien Quiera Escuchar  |
| 2015 | Mr. Put It Down (feat. Pitbull)                        | —                 | —                 | —                 | —                 | —                 | —                 |                                                                                         | A Quien Quiera Escuchar  |
| 2015 | La Mordidita (feat. Yotuel Romero)                     | —                 | 159               | —                 | 3                 | —                 | —                 | - MEX: Platino (3) - ITA: Platino - ESP: Platino (2)                                    | A Quien Quiera Escuchar  |
| 2016 | Perdóname                                              | —                 | —                 | —                 | —                 | —                 | —                 | - MEX: Platino                                                                          | A Quien Quiera Escuchar  |
| 2016 | Vente Pa' Ca (feat. Maluma)                            | —                 | 164               | —                 | 2                 | 72                | —                 | - MEX: Diamante - ITA: Platino - SWI: Platino - ESP: Platino (4)                        | /                        |
| 2018 | Fiebre (feat. Wisin & Yandel)                          | —                 | —                 | —                 | 24                | 69                | —                 | - MEX: Platino - ESP: Oro - USA: Platino                                                | /                        |
| 2019 | Cántalo (feat. Residente e Bad Bunny)                  | —                 | —                 | —                 | —                 | —                 | —                 | - USA: Oro                                                                              | Pausa                    |
| 2020 | Tiburones                                              | —                 | —                 | —                 | —                 | —                 | —                 | - MEX: Platino                                                                          | Pausa                    |
| 2020 | Falta Amor (con Sebastian Yatra)                       | —                 | —                 | —                 | —                 | —                 | —                 |                                                                                         | /                        |
| 2021 | Canción Bonita (con Carlos Vives)                      | —                 | —                 | —                 | 41                | —                 | —                 | - MEX: Platino - ESP: Platino (2)                                                       | /                        |
| 2021 | Qué Rico Fuera (con Paloma Mami)                       | —                 | —                 | —                 | —                 | —                 | —                 |                                                                                         | /                        |
| 2022 | Otra Noche en L.A.                                     | —                 | —                 | —                 | —                 | —                 | —                 |                                                                                         | Play                     |
| 2022 | A Veces Bien y a Veces Mal (con i Reik)                | —                 | —                 | —                 | —                 | —                 | —                 |                                                                                         | Play                     |
| 2023 | Fuego De Noche, Nieve de Día (con Christian Nodal)     | —                 | —                 | —                 | —                 | —                 | —                 |                                                                                         | /                        |

### Come artista ospite
| Anno | Titolo                                   | Posizione massima | Posizione massima | Posizione massima | Posizione massima | Posizione massima | Posizione massima | Certificazioni                               | Album                                      |
| Anno | Titolo                                   | US                | FRA               | MEX               | SPA               | SWI               | UK                | Certificazioni                               | Album                                      |
| ---- | ---------------------------------------- | ----------------- | ----------------- | ----------------- | ----------------- | ----------------- | ----------------- | -------------------------------------------- | ------------------------------------------ |
| 2012 | Sexy and I Know It (con il cast di Glee) | 81                | —                 | —                 | —                 | —                 | —                 |                                              | Glee: the Music, the Complete Season Three |
| 2012 | La Isla Bonita (con Naya Rivera)         | 99                | —                 | —                 | —                 | —                 | 152               |                                              | Glee: the Music, the Complete Season Three |
| 2013 | Más y Más (con Draco Rosa)               | 27                | —                 | —                 | —                 | —                 | —                 |                                              | Vida                                       |
| 2014 | Adrenalina (con Wisin e Jennifer Lopez)  | 94                | 122               | 4                 | 3                 | 57                | —                 | - MEX: Platino - ITA: Oro - ESP: Platino (2) | El Regreso del Sobrevivente                |
| 2014 | Perdón (con i Camila)                    | —                 | —                 | —                 | —                 | —                 | —                 |                                              | Elypse                                     |
| 2015 | Que Se Sienta El Deseo (con Wisin)       | 15                | —                 | 35                | —                 | —                 | —                 |                                              | Los Vaqueros 3: La Trilogía                |
| 2019 | No Se Me Quita (con Maluma)              | —                 | —                 | 1                 | —                 | —                 | —                 | - MEX: Platino (3) - USA: Platino            | 11:11                                      |

### Singoli promozionali
| Anno | Titolo                                  | Posizione massima | Posizione massima | Posizione massima | Posizione massima | Posizione massima | Posizione massima | Album                                      |      |
| Anno | Titolo                                  | US                | SPA               | MEX               | PRI               | SWI               | UK                | Album                                      |      |
| ---- | --------------------------------------- | ----------------- | ----------------- | ----------------- | ----------------- | ----------------- | ----------------- | ------------------------------------------ | ---- |
| 1992 | Juego de Ajendrez                       | —                 | —                 | —                 | —                 | —                 | —                 | Ricky Martin                               |      |
| 1993 | Ser Feliz                               | —                 | —                 | —                 | —                 | —                 | —                 | Ricky Martin                               |      |
| 1996 | Puedes Llegar (con vari artisti)        | 2                 | —                 | —                 | —                 | —                 | —                 | Voces Unidas                               |      |
| 1997 | Dónde Estarás                           | —                 | —                 | —                 | —                 | —                 | —                 | A Medio Vivir                              |      |
| 1999 | Corazonado                              | 20                | —                 | —                 | —                 | —                 | —                 | Vuelve                                     |      |
| 1999 | We Are the World (con vari artisti)     | —                 | —                 | —                 | —                 | —                 | —                 | Pavarotti & Friends for Guatemala & Kosovo |      |
| 2001 | Cambia la Piel                          | —                 | —                 | —                 | —                 | —                 | —                 | Sound Loaded                               |      |
| 2001 | El último adiós (con vari artisti)      | 30                | —                 | —                 | —                 | —                 | —                 | El Ultimo Adios                            |      |
| 2003 | What More Can I Give (con vari artisti) | —                 | —                 | —                 | —                 | —                 | —                 | /                                          |      |
| 2011 | Shine                                   | —                 | —                 | —                 | —                 | —                 | —                 | Música + Alma + Sexo                       |      |
| 2020 | Recuerdo (feat. Carla Morrison)         | 12                | —                 | —                 | 9                 | —                 | —                 | Pausa                                      |      |
| 2022 | Ácido Sabor                             | —                 | —                 | —                 | —                 | —                 | —                 |                                            | Play |

## Altre apparizioni
| Titolo                         | Anno | Altri artisti                        | Album                                      |
| ------------------------------ | ---- | ------------------------------------ | ------------------------------------------ |
| Que Hermoso Nino               | 1994 | N.D.                                 | Navidad En Las Americas                    |
| Ask for More/ Siempre Pide Más | 1999 | Janet Jackson                        | /                                          |
| Mamma                          | 1999 | Luciano Pavarotti                    | Pavarotti & Friends for Guatemala & Kosovo |
| El Abrigo                      | 2012 | Tommy Torres, Juanes, Alejandro Sanz | 12 Historias                               |